# Divina liturgia

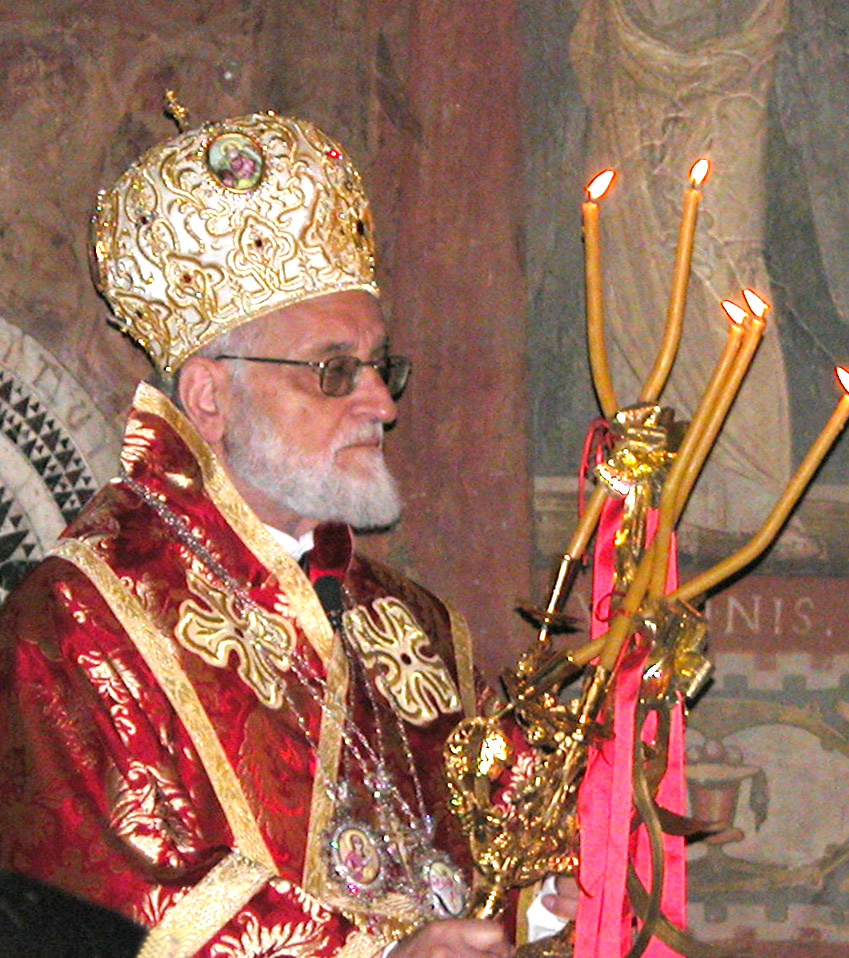
L'allora patriarca dei melchiti, Gregorio III, durante la divina liturgia di Pentecoste (Roma 11 maggio 2008), che reca in una mano il candelabro a tre ceri (tricerio), simbolo della Trinità e della sua unione in Dio, nell'altra uno a due ceri (dicerio), simboleggiante le due nature (umana e divina) del Cristo.

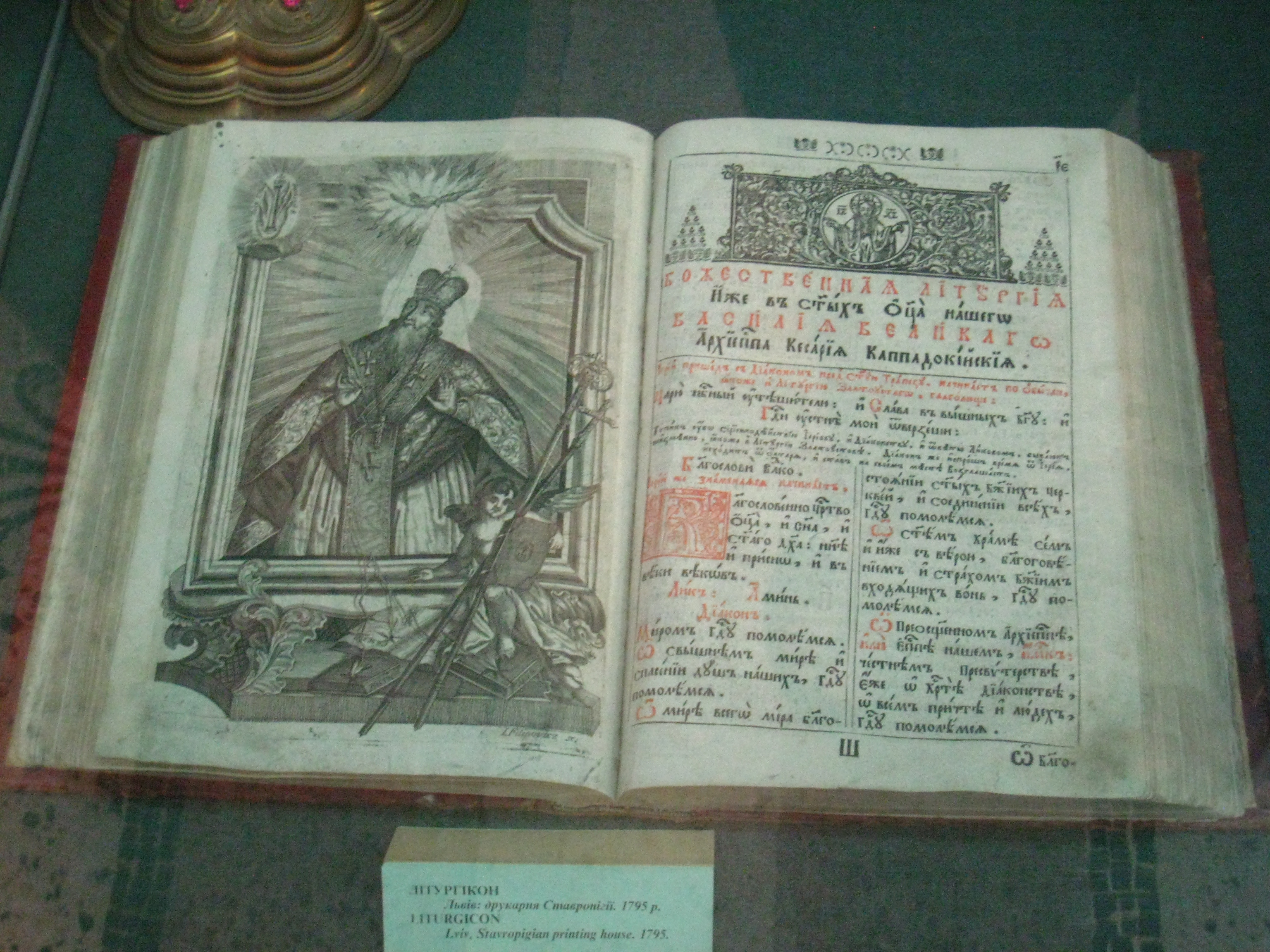
Liturgicon del 1795, esposto al Museo della Storia della Religione di Leopoli. Il libro, scritto in antico slavo ecclesiastico è aperto all'inizio della Divina Liturgia di San Basilio Magno.

La divina liturgia è la liturgia eucaristica del rito bizantino. Viene usata dalla Chiesa ortodossa e dalla Chiesa apostolica armena, nonché in tutte le Chiese cattoliche orientali. Alcuni ortodossi adottano invece il termine "santa offerta" (in siriaco: qurbono qadisho, in armeno: surb badarak) per le proprie liturgie eucaristiche. Alcune volte si applica questa denominazione anche alle liturgie del rito latino, benché sia prevalente l'uso del termine Messa.

## Tipi di liturgie
Il rito bizantino (attualmente il più diffuso tra i riti orientali) prevede tre differenti liturgie:
- la divina liturgia di san Giovanni Crisostomo, celebrata nella maggior parte dei giorni dell'anno.
- la divina liturgia di san Basilio Magno, celebrata nelle cinque domeniche di quaresima (il grande digiuno) e nella festa di san Basilio (1º gennaio), nella vigilia del Natale e dell'Epifania, il Giovedì santo e il Sabato santo. Alcuni celebrano per tradizione la divina liturgia di san Basilio anche nella festa dell'Esaltazione della Santa Croce (14 settembre). Pertanto questa liturgia viene celebrata 10 o 11 giorni all'anno.[1]
- La liturgia dei presantificati viene celebrata i mercoledì e venerdì di quaresima e i primi tre giorni della Settimana Santa. Consiste essenzialmente nell'ufficio dei vespri ai quali si aggiunge la liturgia eucaristica, ad eccezione della consacrazione che avviene in precedenza. Tradizionalmente è attribuita a papa Gregorio Magno, Gregorio Dialogos per gli orientali. Nel rito romano si conserva in forma analoga nella liturgia del Venerdì santo.[2][3][4]

Si ritiene che la divina liturgia di san Giovanni Crisostomo sia una forma abbreviata di quella di san Basilio Magno. Entrambe discendono dalla più antica divina liturgia di san Giacomo di Gerusalemme, che tradizionalmente è attribuita al primo vescovo di Gerusalemme, Giacomo il Giusto. Quest'ultima viene celebrata una volta all'anno, il 31 dicembre, in occasione della festa del santo, tradizionalmente solo a Gerusalemme, ma oggigiorno anche in altri luoghi.
In linea generale non è possibile attribuire con certezza la composizione delle liturgie ai tre rispettivi santi; certamente la Liturgia dei Presantificati non è stata composta direttamente da Papa Gregorio Magno.

## Caratteristiche generali
I sacerdoti di rito orientale non celebrano la divina liturgia tutti i giorni, ma solamente nelle domeniche e nelle grandi feste e sempre al mattino. In ogni chiesa vi è un unico altare e ad uno stesso altare non può essere celebrata più di una liturgia al giorno (vale la regola che gli altari debbano essere "a digiuno" dalla mezzanotte, come i sacerdoti che vi celebrano sopra); pertanto se vi sono più sacerdoti a celebrare nello stesso giorno e nella stessa chiesa, questi concelebrano. Un vescovo non celebra mai da solo, ma concelebra sempre. Nelle grandi cattedrali vi possono essere più altari e quindi più divine liturgie nello stesso giorno, ma mai più di una per ogni altare.
Per quanto attiene alla lingua liturgica, la divina liturgia può essere celebrata in tutte le lingue, non esiste pertanto alcuna uniformità. La lingua più utilizzata è lo slavo antico (nel Patriarcato Russo) e si celebra sia in lingue vive, sia in lingue morte (ad esempio in Grecia viene utilizzata una forma più antica del Greco moderno, ma diversa dal greco classico).
Gli orientali hanno conservato intatto il rito bizantino, senza apportare modifiche praticamente dalla sua fissazione, a partire dal IV secolo; né è ammissibile che si vada a cambiare alcunché di quanto fissato e stabilito dal rito (non esiste pertanto l'idea di riforma liturgica).
Tutto quanto sopra riportato è valido sia per gli orientali in comunione con Roma sia per gli orientali ortodossi.

## Struttura
La divina liturgia segue uno schema fisso, sebbene le letture e gli inni variino secondo il calendario liturgico.
La divina liturgia consiste sempre in tre parti:
- la liturgia della preparazione, che include l'introito e le preghiere di vestizione dei celebranti e la Prothesis
- la liturgia dei catecumeni, così chiamata perché nell'antichità ai catecumeni era permesso di assistervi. È chiamata anche liturgia della Parola;
- la liturgia dei fedeli, così chiamata perché nell'antichità solo i battezzati in stato di grazia vi erano ammessi. Ora questa restrizione si applica solo all'accesso al sacramento dell'eucaristia.

### Liturgia della preparazione

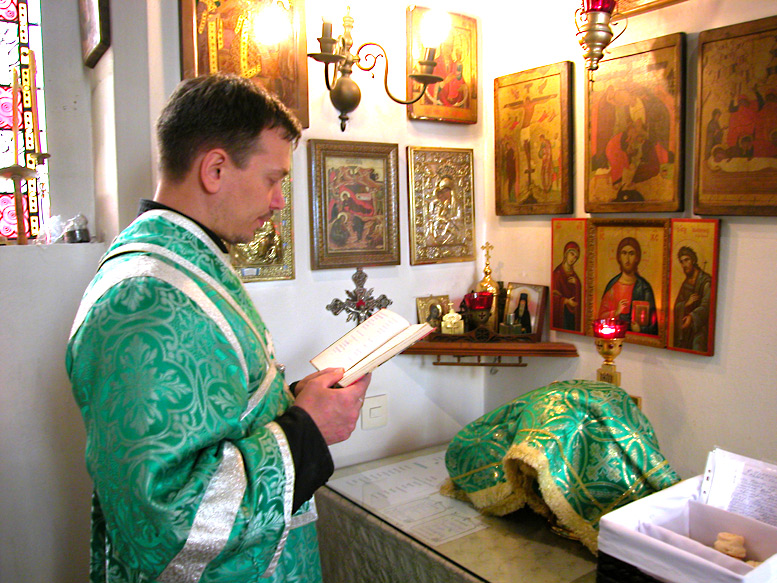
La preparazione dei doni

Questa parte della liturgia è privata, recitata solo dal sacerdote e dal diacono. Simboleggia gli anni della vita privata di Cristo.
- Introito e preghiere di vestizione: i celebranti entrano in chiesa, venerano le icone e indossano i paramenti liturgici.
- Liturgia della preparazione propriamente detta: il sacerdote e il diacono preparano il pane e il vino per l'eucaristia sulla tavola dell'oblazione.
- Kairos: un dialogo preliminare fra il sacerdote e il diacono.

### Liturgia dei catecumeni

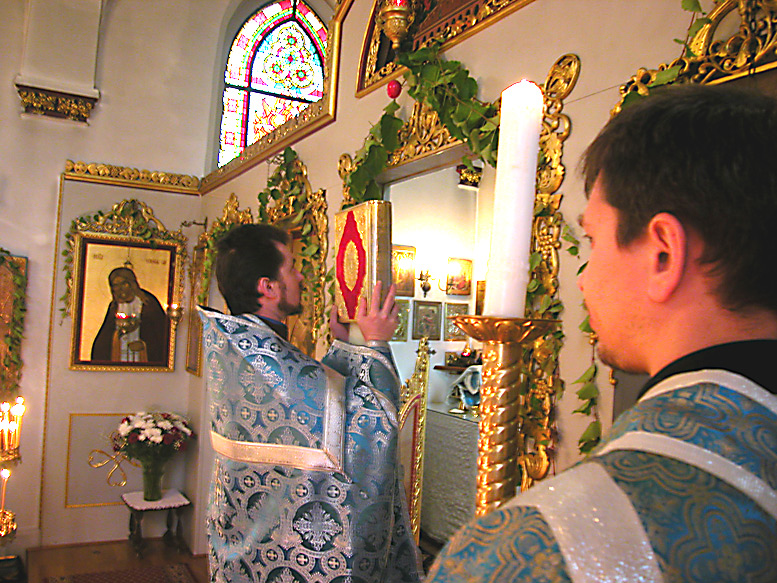
Il piccolo introito

Questa è la parte pubblica della liturgia:
- Benedizione d'apertura impartita dal sacerdote: egli solleva il libro del Vangelo, fa il segno della croce con esso sopra l'altare e proclama: "Sia benedetto il Regno del Padre, del Figlio e dello Spirito Santo, ora e sempre e nei secoli dei secoli" (dossologia minore)
- Grande ektenia che inizia con le parole "In pace, preghiamo il Signore"
- Prima antifona (generalmente il Salmo 102, nelle rubriche greche il Salmo 91) con il ritornello (nelle rubriche greche) "Per intercessione della Madre di Dio (Theotókos), salvaci o Salvatore."
- Piccola ektenia
- Seconda antifona (generalmente il Salmo 145, nelle rubriche greche il Salmo 92) con il ritornello (nelle rubriche greche) domenicale: "Salvaci Figlio di Dio che sei risorto dai morti, salva noi che cantiamo a te, alleluia" e nei giorni feriali: "Salvaci Figlio di Dio che sei meraviglioso nei tuoi santi"
- Inno "O Figlio unigenito"
- Piccola ektenia
- Terza antifona (generalmente il Vangelo delle Beatitudini con i tropari del canone dei mattutini, Odi 3 e 6, nelle rubriche greche il Salmo 94) con il ritornello (nelle rubriche greche) nei giorni feriali: "O Figlio di Dio che sei meraviglioso nei tuoi santi, salva noi che cantiamo a te, alleluia", nelle domeniche si usa il tropario del giorno
- Piccolo introito: processione del libro del Vangelo

- Introito

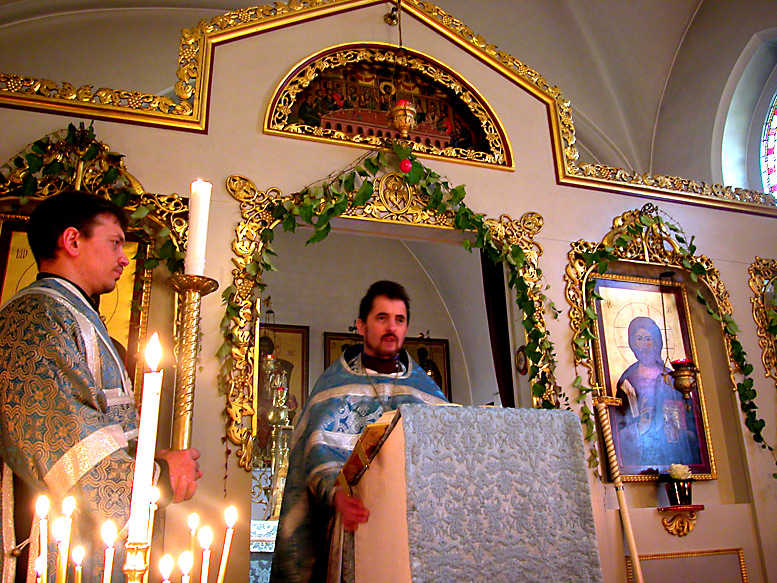
La lettura del Vangelo

- Tropari e κοντάκια: inni che fanno memoria di santi e di episodi della Scrittura con riferimento al calendario liturgico
- Trisagion angelico: l'inno '"tre volte santo"
- Prokeimenon
- Lettura dell'Epistola
- Alleluia
- Lettura del Vangelo
- Omelia (l'omelia può essere sovrapposta all'offertorio)[non si parla di offertorio in nessun altro punto]
- Litania della supplica fervente: "Diciamo con tutta la nostra anima e la nostra mente"
- Litania dei defunti: non si recita in domenica, nelle feste maggiori, né nel Tempo di Pasqua
- Litania dei catecumeni e congedo dei catecumeni

### Liturgia dei fedeli

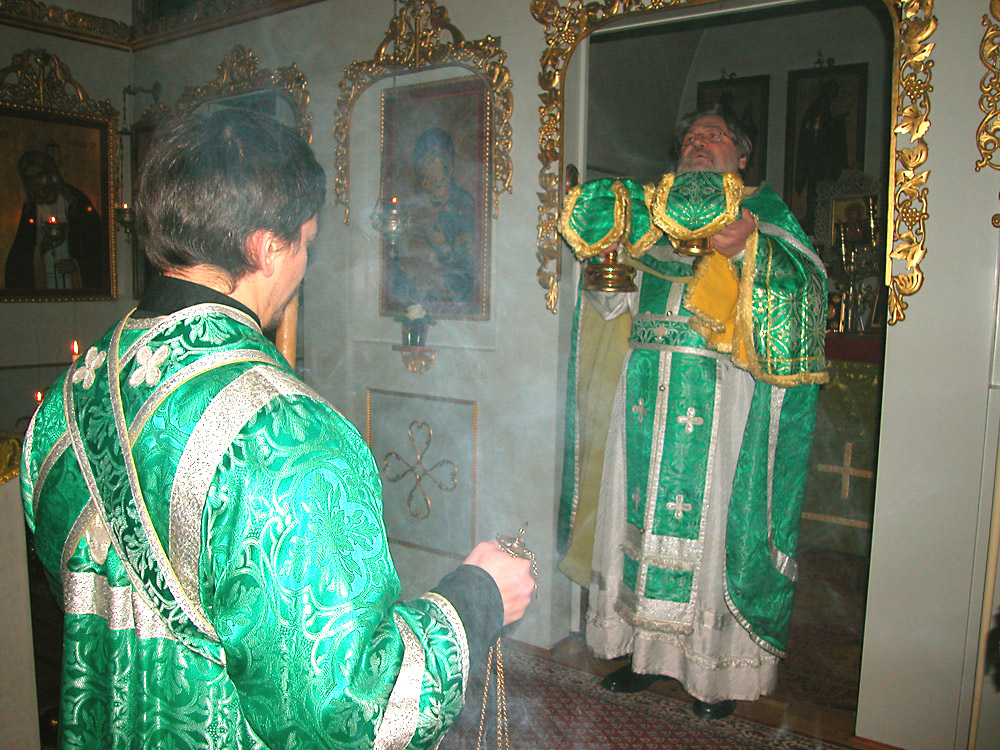
Il grande introito

Nella Chiesa antica solo i battezzati in stato di grazia erano ammessi a questa parte dei misteri eucaristici.
- Prima litania dei fedeli
- Seconda litania dei fedeli
- Inno dei cherubini: cantato dal coro che rappresenta spiritualmente gli angeli
- Grande introito: processione che reca il calice del Sacrificio e il diskos (patena) dalla tavola dell'oblazione all'altare
- Litania della fervente supplica: "Compiamo la nostra preghiera al Signore"
- Simbolo della fede: il Credo niceno-costantinopolitano
- Sursum corda ("In alto i cuori"), seguito dal Sanctus
- Anafora: il Canone eucaristico, comprendente l'anamnesi (memoriale dell'Incarnazione, Passione e Resurrezione di Cristo, cui seguono le parole dell'istituzione del Sacramento)
- Epiclesi: invocazione dello Spirito Santo sui doni (il pane e il vino) per la mutazione in Corpo e Sangue di Cristo
- Commemorazione dei santi e Axion Estin, inno alla Madre di Dio (Theotókos)
- Commemorazione dei vescovi e delle autorità civili: "Ricordati o Signore"
- Litania della supplica, che inizia con le parole: "Dopo aver fatto memoria di tutti i santi"

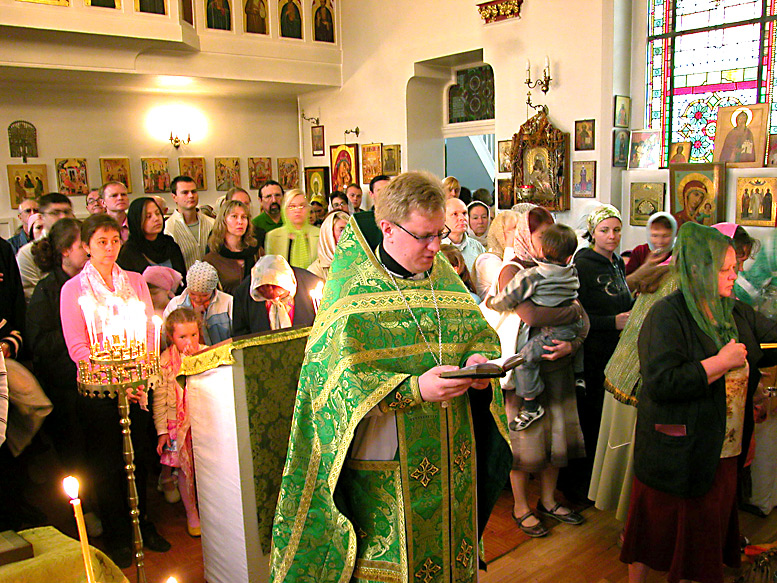
Litania di ringraziamento

- Preghiera del Signore: il Padre nostro
- Inchino
- Orazione "Le cose sante sono per i santi"
- Inno di comunione
- Comunione (con pane lievitato e non con azzimi)
- Orazione "Abbiamo visto la vera luce"
- Orazione "Riempi le nostre bocche con la tua lode, o Signore"
- Litania di ringraziamento
- Orazione dietro l'ambone
- Congedo

Si noti che quasi tutti i testi sono cantati durante la divina liturgia, non solo gli inni ma anche le litanie, le orazioni, il credo e le letture bibliche. L'omelia è invece recitata.